# Machowino
Machowino (kaszb. Wiôldżé Machòwino lub Machòwino, niem. Groß Machmin) – wieś w Polsce położona w województwie pomorskim, w powiecie słupskim, w gminie Ustka. 31 grudnia 2007 r. wieś liczyła 515 mieszkańców.
Wieś jest siedzibą sołectwa Machowino.

## Nazwa
Nazwa wsi wywodzi się od niepoświadczonej nazwy osobowej *Machoma z formantem dzierżawczym -ino, albo od nazwy osoowej Mach, Macho, z podwójnym formantem dzierżawczym -ow-ino. Friedrich Lorentz w swoim Slovinzisches Wörterbuch podaje nazwę w pomorskiej redakcji gwarowej (Vje͂lђė) Mãχɵvjinɵ wraz z nazwami mieszkańców: Mãχɵvjȯu̯n, Mãχɵvjȯu̯nkă „machowinianin, machowinianka”.
Niemiecka nazwa (Groß) Machmin jest adaptacją fonetyczną nazwy pomorskiej i zachowuje pierwotną spółgłoskę nosową /m/. Współczesny zapis polski Machowino oddaje proces dysymilacyjny m-m > m-v, poświadczony w lokalnych narzeczach słowiańskich.
Rada Języka Kaszubskiego proponuje kaszubską formę nazwy Machòwino.

## Geografia
| SIMC    | Nazwa   | Rodzaj    |
| ------- | ------- | --------- |
| 0752250 | Mącznik | część wsi |

Nieoficjalnie zachodnia część miejscowości jest nazywana Machowino Kolonia lub Machowino Kolonia Zachodnia, a wschodnia Machowino Wschodnie lub Machowino Kolonia Wschodnia.

## Historia
W latach 1975–1998 miejscowość administracyjnie należała do województwa słupskiego.

### Zabytki
- kościół filialny pw. Podwyższenia Krzyża Świętego parafii św. Franciszka z Asyżu w Wytownie[12]. Świątynia neogotycka z pozostałościami starszej fundacji m.in. witraż herbowy i płyta nagrobna z końca XVI w., barokowa chrzcielnica, neogotyckie empory[13];
- piętrowy pałac z pocz. XX w. o skromnych cechach klasycystycznych;
- położony na skraju lasu XIX-wieczny cmentarz ewangelicki z zachowanymi licznymi krzyżami żeliwnymi[14].